# Байерфельд-Штеквайлер
Байерфельд-Штеквайлер (нем. Bayerfeld-Steckweiler) — община в Германии, в земле Рейнланд-Пфальц. 
Входит в состав района Доннерсберг. Подчиняется управлению Роккенхаузен.  Население составляет 448 человек (на 31 декабря 2010 года). Занимает площадь 8,60 км².